# Linha Santos-Juquiá (Sorocabana)
A Linha Santos-Juquiá, anteriormente conhecido como Ramal de Juquiá, é uma ferrovia paulista em bitola métrica, que liga o Porto de Santos, com a cidade de Juquiá, passando por Itanhaém e Peruíbe. Em 1986, foi construída pela Fepasa a Extensão Juquiá-Cajati, prolongando a linha em 70 km, passando por Registro e chegando a Cajati.

## História

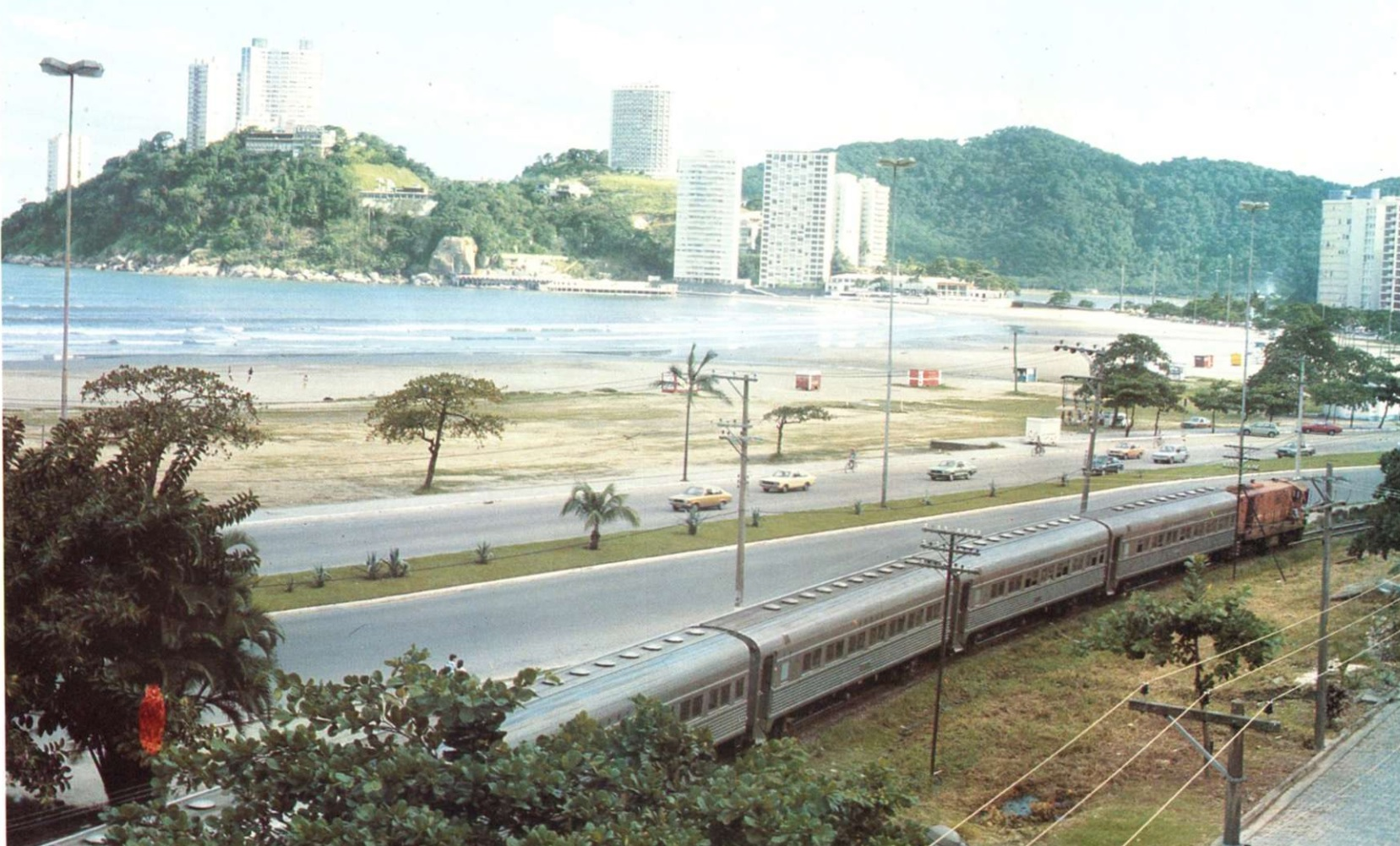
Vista da ferrovia na Baixada Santista, 1988.

A Linha Santos-Juquiá foi construída pelos ingleses da Southern San Paulo Railway, entre 1913 e 1915.  Em 17 de janeiro de 1914, a Southern San Paulo Railway Co. inaugurou a linha ferroviária de Santos a Conceição do Itanhaém, passando por São Vicente.  Continuando sua expansão pelo litoral sul do estado de São Paulo, a Southern San Paulo Railway Co. concluiu o assentamento dos trilhos até Itanhaém, chegando a Peruíbe. Esse trecho foi de suma importância para a integração, transporte e desenvolvimento do litoral sul paulista, pois a região estava "separada" de Santos e da capital pelo Rio Itanhaém, e a ferrovia construiu uma ponte que melhorou dramaticamente a travessia do rio para os moradores, isolados.  Após  vencer um pequeno trecho de serra, por fim, a expansão chegou também a Juquiá.
O trem era o único meio de transporte para toda a região. Assim a produção de frutas (principalmente bananas) e madeiras era levada até o Porto de Santos, de onde poderia ser exportada ou seguir para Jundiaí, no planalto paulista, pelo trem da São Paulo Railway (SPR).
Em 1926, no Governo Washington Luis, a 'Southern San Paulo Railway' Co. foi comprada pelo Governo do Estado de São Paulo, estatizada e incorporada à Estrada de Ferro Sorocabana.  Essa aquisição permitiu à Sorocabana a criação do ramal Samaritá a Mairinque que ligou, finalmente, em dezembro de 1937, o porto de Santos à cidade de São Paulo, quebrando o monopólio da São Paulo Railway no transporte de passageiros e cargas da capital e interior pra o Porto.  O trecho entre Santos e o Jardim Samaritá, na área continental de São Vicente foi incorporado à Mairinque-Santos, que estava em início de construção no trecho da Serra do Mar, e o restante foi transformado no ramal de Juquiá. A partir daí, novas estações foram construídas.
A ferrovia chegou ao seu auge nas décadas de 1940 e 1950, quando circulava em suas linhas o Expresso Ouro Branco, um trem  de passageiros moderno e luxuoso, ligando a Capital até Peruíbe. Porém, o descaso com que os governos estaduais e federais trataram as ferrovias nas décadas seguintes, em claro favorecimento ao transporte rodoviário, acabou fazer com que a linha se degradasse ano a ano.  Em  1971 a Fepasa se tornou dona da linha, e em 15 de janeiro de 1977 interrompeu, pela primeira vez o Trem de passageiros para o Litoral Sul. Este porém, foi trazido de volta depois. Em 1981 prolongou-a até Cajati (Extensão Juquiá-Cajati), sua extensão máxima,  para atender as fábricas de fertilizantes da região.
Na Década de 1990, o Governo estadual, através da CPTM, implantou o Trem Intra Metropolitano, ou TIM, um trem de subúrbio nos moldes do existente na Grande São Paulo, ligando a Estação Ana Costa, em Santos, até a estação Samaritá, na região continental de São Vicente. Mas, no fim da da década o governo estadual resolveu privatizar  o transporte de cargas ferroviário, e a maior parte das linhas no estado, concedendo o uso da linha para a Ferroban em 1998. O transporte de passageiros entre Santos e Juquiá foi suspenso em 1997, depois de 84 anos, pois não interessou à Concessionária. A linha seguiu ativa para trens de carga que passavam quase diariamente, transportando enxofre do porto para Cajati, até o início de 2003, quando barreiras caíram sobre a linha na região do Vale do Ribeira. O transporte foi suspenso e a concessionária Ferroban desativou a linha, que o mato cobriu rapidamente. O TIM prosseguiu até 1999, quando também foi desativado apesar da demanda de passageiros continuar existindo.
O trecho entre o Porto de Santos e Samaritá, que cortava Santos e São Vicente por dentro da área central, foi utilizado ainda após a desativação do trecho entre Samaritá e Cajati, sendo enfim desativado devido aos transtornos causados ao trânsito local, quando da passagem dos longos trens cargueiros. Ocorreu, por mais de uma vez, que vagões no fim da composição fossem, por vandalismo, desconectados do trem em movimento, durante a passagem por vias de tráfego intenso, como a Rodovia dos Imigrantes por exemplo, causando grande transtorno.  O tráfego cargueiro foi desviado para o ramal que liga Paratinga, no pé da Serra, até Perequê, já em Cubatão.
Atualmente a linha encontra-se sob concessão da América Latina Logística e está abandonada, mas há estudos para reativa-la.. Em abril de 2010, a ANTT publicou a Resolução nº 3505, a qual determina que a Concessionária América Latina Logística recupere a infra e superestrutura da via permanente do ramal, colocando a malha em condições, no mínimo, similares à de quando foi transferida na concessão, para que o ramal volte a ser utilizado. Caso o Ramal não volte a ser utilizado pra transporte, conforme o Contrato de Concessão exige, o Governo pode entender como quebrado o contrato e retomar  o trecho da Concessionária. Em 30 de maio de 2014, o Ministério Público Federal entrou com uma Ação Civil Pública na Justiça Federal em Santos, pedindo o cumprimento das cláusulas contratuais da Concessão do trecho, com a reforma de toda a sua extensão e a volta da circulação dos trens de carga, alegando demanda estimada em 1,5 milhão de toneladas de cargas a serem transportadas na linha por ano.
Em 30 de janeiro de 2015, a Justiça Federal em Santos decidiu pela reforma e reativação da Linha, dando prazo de 90 dias à Concessionária para o cumprimento da sentença. No dia 30 de setembro de 2015, a Concessionária ALL declarou publicamente que precisaria de 10 meses pra concluir estudos de viabilidade de Transporte de Cargas e de Transporte de Passageiros na Linha; e depois, precisaria de mais 24 meses pra conclusão das obras e entrega da Linha plenamente ativa em toda sua extensão.
Porém, em 3 de agosto de 2018, durante uma longa crise econômica que vinha assolando o País e diminuindo verbas para investimentos, a Rumo Logística declaraou publicamente que estudos técnicos demonstraram que a reativação da Linha seria deficitária e causaria prejuízo. Assim, o representante da Rumo declarou que o Contrato de Concessão da Ferrovia seria quebrado  trecho seria devolvido ao Governo Federal do Brasil.
Paralelamente, em 2017, no encontro de prefeitos no Consórcio de Desenvolvimento Intermunicipal do Vale do Ribeira e Litoral Sul (Codivar) foi proposta a reativação de 66 km de ferrovia entre Mongaguá e Pedro de Toledo, para implantação de Trem Turístico movido por uma Locomotiva antiga Maria Fumaça. Após a notícia da devolução do trecho ao Poder Público, as Prefeituras do Litoral Sul resolveram investir mais estruturadamente neste uso turístico para a Ferrovia.
Em 27 de maio de 2020, com a assinatura do contrato de prorrogação da concessão da Malha Paulista com a Rumo Logística até o ano 2058, o trecho entre Santos e Cajati foi retirado da concessão e devolvido inoperante ao Governo federal.

## Tabela do Sistema (Incluindo todas linhas de passageiros que utilizavam o ramal)

#### Linhas de longo percurso
| Linha   | Terminais          | Inauguração | Comprimento (km) | Estações | Duração das viagens | Funcionamento       |
| ------- | ------------------ | ----------- | ---------------- | -------- | ------------------- | ------------------- |
| Central | Ana Costa ↔ Juquiá | 1915        | 243              | 40       | 5h30m               | Desativada em 1999. |

| Linha     | Terminais             | Inauguração | Comprimento (km) | Estações | Duração das viagens (min) | Funcionamento       |
| --------- | --------------------- | ----------- | ---------------- | -------- | ------------------------- | ------------------- |
| Turística | Peruibe ↔ Barra Funda | 1977        | 160,5            | 21       | ---                       | Desativada em 1999. |

| Linha     | Terminais          | Inauguração | Comprimento (km) | Estações | Duração das viagens (min) | Funcionamento       |
| --------- | ------------------ | ----------- | ---------------- | -------- | ------------------------- | ------------------- |
| Turística | Peruibe ↔ Campinas | 1977        | 290,5            | 48       | ---                       | Desativada em 2001. |

| Linha   | Terminais              | Inauguração | Comprimento (km) | Estações | Duração das viagens (min) | Funcionamento       |
| ------- | ---------------------- | ----------- | ---------------- | -------- | ------------------------- | ------------------- |
| Central | Embu Guaçu ↔ Ana Costa | 1937        | 160,5            | 28       | ---                       | Desativada em 2000. |

#### Linha urbana de pequeno percurso
| Linha   | Terminais            | Inauguração         | Comprimento (km) | Estações | Duração das viagens (min) | Funcionamento                                                               |
| ------- | -------------------- | ------------------- | ---------------- | -------- | ------------------------- | --------------------------------------------------------------------------- |
| Linha 1 | Ana Costa ↔ Samaritá | 12 de Julho de 1990 | 16,136           | 7        | 35 min                    | Substituida pelo VLT da Baixada Santista a partir de 31 de janeiro de 2016. |

## Linha do Litoral
Havia uma linha diária de trens de passageiros, saindo da Estação Ana Costa, em Santos e indo até Juquiá. Esta linha funcionou até 1997. Na Década de 1960, o fluxo era grande o suficiente pra haver 7 viagens partindo de Santos para Juquiá todo dia. Em Samaritá, havia quatro conexões diárias, com o trem que vinha da Estação Barra Funda na capital, quando vagões que vinham com a composição da Barra Funda eram transferidos para a composição que ia para Juquiá.

### Trem do Pettená
Trem turístico de passageiros operado pela  para a empresa de turismo do Coronel Pettená, a Petená Tur, usando o material rodante da Fepasa. Operou desde a Década de 1980 (data indefinida) em viagens de fins de semana e feriados anunciados com antecedência. Os trens partiam tanto de Campinas quanto da Barra Funda e o destino era sempre a estação de Peruíbe, utilizando a Mairinque-Santos. Esse Trem de Passageiros foi suprimido, assim como todos no Estado de São Paulo, após a privatização da Fepasa em 1997, e a Concessão da Linha para a Ferroban, a qual não se interessou por manter o Transporte de passageiros, tampouco quis continuar cedendo o material rodante para a Petená Tur.

## Estações Sentido Cajati
Estuário (Pátio de Manobras)/Santos
Ana Costa/Santos
Itararé/São Vicente
São Vicente (Centro)/São Vicente
Vila Margarida/São Vicente
Rio Branco/São Vicente
Samaritá/São Vicente 
Curva Do "S"/Praia Grande
Pedro Taques/Praia Grande
Vila Balneária/Praia Grande
Balneário Flórida/Praia Grande
Solemar/Praia Grande
Vila São Paulo/Mongaguá
Mongaguá(Centro)/Mongaguá
Vila Atlântica/Mongaguá
Campos Elísios/Mongaguá
Agenor de Campos/Mongaguá
Verde Mar/Itanhaém
Ipiranga/Itanhaém
Suarão/Itanhaém
Quininim/Itanhaém
Itanhaém(Centro)/Itanhaém
Belas Artes/Itanhaém
Cibratel/Itanhaém
Camboriú/Itanhaém
Jardim Regina/Itanhaém
Gaivotas/Itanhaém
Taninguá/Peruíbe
Bairro dos Prados/Peruíbe
Nova Peruíbe/Peruíbe
Peruíbe (Centro)/Peruíbe
Ana Dias/Itariri
Caixa D'água/Itariri
Raposo Tavares/Itariri
Itariri (Centro)/Itariri
Pedro de Toledo (Centro)/Pedro de Toledo
Padre Anchieta/Pedro de Toledo
Martin Afonso/Pedro de Toledo
Manoel da Nóbrega/Pedro de Toledo
Papudo/Miracatu
Musácea/Miracatu
Pedro de Barros/Miracatu
Jaraçatiá/Miracatu
Pacoval/Miracatu
Miracatu (Centro)/Miracatu
Tijuco Preto/Miracatu
Biguá/Miracatu
Oliveira Barros/Miracatu
Serrinha/Miracatu
Cedro/Juquiá
Juquiá (Centro)/Juquiá
Registro (Centro)/Registro
Jacupiranga (Centro)/Jacupiranga
Cajati (Centro)/Cajati
- Pátio de Manobras/Cajati

Anteriormento a ferrovia era chamada de Ramal de Juquiá da Estrada de Ferro Sorocabana.